# ياسر النمروطي
يعد ياسر النمروطي من أبرز الشخصيات الفلسطينية التي ساهمت في تأسيس وتطوير العمل العسكري لحركة حماس، ولها أثر كبير على مسيرة المقاومة حيث كان القائد الأول لجناحها العسكري.

## نشأته
ولد ياسر النمروطي عام 1964م في مخيم خان يونس للاجئين في قطاع غزة، ومن صغره، كان مواظبا على ارتياد المسجد، حيث كان محافظا على الصلوات الخمس، في مسجد الإمام الشافعي القريب من منزله بخان يونس.
شارك في الأنشطة الدعوية الثقافية والرياضية، وحفظ القرآن الكريم والسنة النبوية؛ مما ساهم في تقوية شخصيته الإسلامية.
مع نهاية حقبة السبعينات التحق بالجامعة الإسلامية بغزة، وهناك حيث تخصص بالشريعة وأصول الدين، ثم انضم إلى ذراعها الطلابية (الكتلة الإسلامية) التي كان يرأسها يحيى السنوار رئيس مجلس طلاب الجامعة آنذاك الذي جنده وطلب منه تشكيل خلية أمنية لمتابعة ومراقبة ظاهرة الجواسيس وجمع معلومات عن المواقع العسكرية الإسرائيلية.

## عمله الدعوي
قبل التحاقه بالعمل العسكري بدأ النمروطي في العمل الدعوي ضمن أنشطة المسجد حيث كان له دور كبير في نشر رسالة حركة حماس من خلال استغلاله عمله كمعلم ومربٍّ للشباب في معاهد التعليم المهني ما أكسبه شعبية واسعة بين الشباب الفلسطيني.

## تأثيره الإعلامي
كان أول من ظهر في فيديو لكتائب القسام وهو يرتدي كوفية حمراء ووضع أسس المكتب الإعلامي لها وطور من أدواته من خلال الكتابة على الجدران وإصدار البيانات ونشر الفيديوهات.

## العمل الأمني
مع تأسيس جهاز مجد قبيل الانتفاضة الأولى على يد يحيى السنوار شكل النمروطي خلية أمنية في مخيم خان يونس لملاحقة العملاء وتنفيذ عمليات نوعية ضدهم مما عرضه للاعتقال عدة مرات لم تكن تزده إلا حماسا وإصرارا على استكمال المقاومة.

## الانتفاضة الأولى
برز دوره خلال الانتفاضة الأولى حيث كان ينظم المسيرات والفعاليات ويحرض الشباب على مواجهة قوات الاحتلال بالحجارة والعبوات الحارقة.

## تأسيس وقيادة كتائب القسام
انضم النمروطي لكتائب القسام في العام 1989 واهتم بتجنيد الشباب وتوفير الدعم اللوجستي لهم.
تولى قيادة كتائب القسام في 15 يوليو عام 1992 حيث كان القائد العام الأول لها مما أحدث طفرة كبيرة في العمل المقاوم من خلال نقطتين جوهريتين :
الأولى في نظام المتابعة والسيطرة، فقبله تم الاعتماد على المجموعات المتناثرة والتواصل عبر النقاط الميتة، فعزز التواصل المباشر ونظم الوحدات العسكرية، رغم المعوقات الأمنية، وابتكر وسائل اتصال مباشرة وسريعة تعتمد على المعرفة والوضوح في الهيكلية والمهام.
الثانية في مجال التدريب، حيث دعم نقاط تدريب علنية بسواتر أمنية عبر معاهد تدريب الكاراتيه والرياضات القتالية، مما وسع من دائرة الإعداد والتأهيل وأوجد حواضن استيعاب الملتحقين بصفوف القسام وهنا تمكن من تجاوز انتشار وتمركز قوات الاحتلال.

## أهم العمليات
عملية مصنع كارلو حيث قتل جنديان اسرائيليان، وتعد هذه من أول العمليات التي تمت في عهده.
اغتيال المستوطن كوهين حدثت هذه العملية قرب بيت لاهيا حيث تم استهداف هذا المستوطن.
استهداف مركز الشرطة الإسرائيلية في غزة خطط لهذه العملية التي استهدفت مركز الشرطة الإسرائيلية في حي الشيخ رضوان وأدت لمقتل جندي إسرائيلي.
أسر المجند آلون كوفاني 1992 أشرف النمروطي على التخطيط للعملية عند مدخل مخيم البريج، حيث تمكنت الخلية المنفذه من خطف المجند وقتله بعد الاستيلاء على سلاحه.
تأسيس جهاز مجد شارك النمروطي في تأسيس أول جهاز أمني للحركة بالتعاون مع يحيى السنوار، وكان الجهاز مسؤولا عن ملاحقة العملاء وجمع المعلومات الأمنية.
تطوير الهيكل التنظيمي والإعلامي لحركة حماس

## مقتله
استشهد ياسر النمروطي في 15 يوليو 1992 بعد اشتباك مسلح، حيث واجه بمفرده سرية عسكرية صهيونية في حي الزيتون بمدينة غزة.